# فرزند صبح
فرزند صبح نام فیلمی سینمایی در ژانر درام به کارگردانی و نویسندگی بهروز افخمی و تهیه‌کنندگی محمدرضا شرف‌الدین محصول ایران می‌باشد. از بازیگران این فیلم می‌توان به عبدالرضا اکبری، هدیه تهرانی، آتیلا پسیانی و محمدرضا شریفی‌نیا اشاره کرد. فرزند صبح به زندگی سید روح‌الله خمینی در دوران کودکی و تا هفت‌سالگی می‌پردازد و بخشی از آن نیز دستگیری وی در پانزده خرداد را به تصویر می‌کشد. 

## بازیگران
- عبدالرضا اکبری - میانسالی روح‌الله خمینی. در حالی که ابتدا قرار بود جمشید هاشم‌پور نقش خمینی را در میان‌سالی ایفا کند. اما به علت عدم مشابهت کافی کنار گذاشته شد و به جای وی عبدالرضا اکبری انتخاب شد.[۲]

- محمدعلی کشاورز
- هدیه تهرانی - دایه روح‌الله خمینی
- آتیلا پسیانی
- محمدرضا شریفی‌نیا - سید احمد خمینی
- الیکا عبدالرزاقی
- سحر دولتشاهی
- مهدی صفوی
- آرمان ایران پور - کودکی خمینی
- عسل شیخ الاسلام
- محمد بزرگمهر
- هدیه مدنی
- لیلا شوقی
- هادی حیدری
- بهزاد رحمانی
- حسین قزلباش

## اکران محدود
این فیلم که ساخت آن از مهر ۱۳۸۳ آغاز شد، با وجود اکران محدود در جشنواره فیلم فجر ۱۳۸۹ به سبب اختلاف‌نظرهایی میان عوامل فیلم، از اکران کنار گذاشته شد و دیگر به نمایش درنیامد.

## جوایز و نامزدها

### بیست و نهمین دوره جشنواره فیلم فجر
| قسمت              | نامزد      | نتیجه    |
| ----------------- | ---------- | -------- |
| بهترین موسیقی متن | بهزاد عبدی | نامزدشده |
| بهترین چهره‌پردازی | سعید ملکان | برنده    |